# Sempad d'Armenia
Sempad d'Armenia, anche Smpad, Sambat o Smbat (HY)  Սմբատ (1277 – 1310 circa), è stato un re della Piccola Armenia dal 1297 al 1298, mentre questa era uno stato cliente dell'Impero mongolo.

## Biografia
Apparteneva alla famiglia degli Hetumidi, era figlio di Leone III d'Armenia e Keran di Lampron e nipote di Aitone I d'Armenia che aveva sottomesso la Cilicia ai Mongoli nel 1240.

### Regno
Attorno al 1297, approfittando dell'assenza dei fratelli Aitone e Teodoro che si erano recati a Costantinopoli, Sempad usurpò il trono con l'aiuto dell'altro fratello Costantino.
Quello stesso anno Sempad si recò alla corte del governante mongolo di Persia, l'Ilkahn Ghazan, dal quale riuscì ad ottenere il riconoscimento della sua posizione di re, necessario per legittimare la sua usurpazione. 
Egli inoltre ricevette dall'Ilkhan una sposa, forse una parente dello stesso Ghazan, al fine di stringere un'alleanza matrimoniale.

Nel 1297 i Mamelucchi egiziani razziarono il regno.
Quando Aitone e Teodoro tornarono Sempad li catturò a Caesarea e li imprigionò nella fortezza di Partzerpert dove Aitone fu parzialmente accecato per cauterizzazione.
Nel 1298 Teodoro fu strangolato per ordine di Sempad ma Costantino si rivoltò contro Sempad e prese il trono a sua volta.
Aitone fu liberato e nel 1299, dopo essere guarito dalla sua cecità, riprese la corona.
Poco dopo Sempad complottò di nuovo con Costantino per riprendere il trono ed Aitone esiliò i due fratelli fedifraghi a Costantinopoli.
Sempad morì nel 1308 o nel 1310 in circostanze misteriose.

## Ascendenza
|                     |   |                            | Genitori                 |  |  | Nonni |  |  | Bisnonni               |  |  | Trisnonni           |  |
|                     |   |                            |                          |  |  |       |  |  | Costantino di Barbaron |  |  | Vacaghk di Barbaron |  |
|                     |   |                            |                          |  |  |       |  |  | Costantino di Barbaron |  |  | Vacaghk di Barbaron |  |
|                     |   | …                          |                          |  |  |       |  |  | Costantino di Barbaron |  |  |                     |  |
| Aitone I d'Armenia  |   |                            |                          |  |  |       |  |  | Costantino di Barbaron |  |  |                     |  |
|                     |   | Alix Pahlavouni di Lampron | Aitone III di Lampron    |  |  |       |  |  |                        |  |  |                     |  |
|                     |   | Alix Pahlavouni di Lampron | Aitone III di Lampron    |  |  |       |  |  |                        |  |  |                     |  |
|                     |   | Alix Pahlavouni di Lampron | Rita dei Rupenidi        |  |  |       |  |  |                        |  |  |                     |  |
| Leone III d'Armenia |   | Alix Pahlavouni di Lampron |                          |  |  |       |  |  |                        |  |  |                     |  |
|                     |   | Leone II d'Armenia         | Stefano d'Armenia        |  |  |       |  |  |                        |  |  |                     |  |
|                     |   | Leone II d'Armenia         | Stefano d'Armenia        |  |  |       |  |  |                        |  |  |                     |  |
|                     |   | Leone II d'Armenia         | Rita di Barbaron         |  |  |       |  |  |                        |  |  |                     |  |
| Isabella d'Armenia  |   | Leone II d'Armenia         |                          |  |  |       |  |  |                        |  |  |                     |  |
|                     |   | Sibilla di Lusignano       | Amalrico II di Lusignano |  |  |       |  |  |                        |  |  |                     |  |
|                     |   | Sibilla di Lusignano       | Amalrico II di Lusignano |  |  |       |  |  |                        |  |  |                     |  |
|                     |   | Sibilla di Lusignano       | Sibilla di Gerusalemme   |  |  |       |  |  |                        |  |  |                     |  |
| Sempad d'Armenia    |   | Sibilla di Lusignano       |                          |  |  |       |  |  |                        |  |  |                     |  |
|                     | … | …                          |                          |  |  |       |  |  |                        |  |  |                     |  |
|                     | … | …                          |                          |  |  |       |  |  |                        |  |  |                     |  |
|                     | … | …                          |                          |  |  |       |  |  |                        |  |  |                     |  |
| Aitone IV d'Armenia | … |                            |                          |  |  |       |  |  |                        |  |  |                     |  |
|                     |   | …                          | …                        |  |  |       |  |  |                        |  |  |                     |  |
|                     |   | …                          | …                        |  |  |       |  |  |                        |  |  |                     |  |
|                     |   | …                          | …                        |  |  |       |  |  |                        |  |  |                     |  |
| Keran di Lampron    |   | …                          |                          |  |  |       |  |  |                        |  |  |                     |  |
|                     |   | …                          | …                        |  |  |       |  |  |                        |  |  |                     |  |
|                     |   | …                          | …                        |  |  |       |  |  |                        |  |  |                     |  |
|                     |   | …                          | …                        |  |  |       |  |  |                        |  |  |                     |  |
| …                   |   | …                          |                          |  |  |       |  |  |                        |  |  |                     |  |
|                     |   | …                          | …                        |  |  |       |  |  |                        |  |  |                     |  |
|                     |   | …                          | …                        |  |  |       |  |  |                        |  |  |                     |  |
|                     |   | …                          | …                        |  |  |       |  |  |                        |  |  |                     |  |
|                     |   | …                          |                          |  |  |       |  |  |                        |  |  |                     |  |